# الملكية في جنوب إفريقيا
كان اتحاد جنوب إفريقيا دولة تتمتع بالحكم الذاتي خلال الفترة من عام 1910 حتى عام 1961، وتشاركت نفس العاهل مع المملكة المتحدة ودول الدومينيون الأخرى التابعة للإمبراطورية البريطانية. وقد أسندت معظم أدوار العاهل الدستورية إلى الحاكم العام لاتحاد جنوب إفريقيا.
وحد قانون جنوب إفريقيا لسنة 1909 أربع مستعمرات بريطانية، ألا وهي: رأس الرجاء الصالح، وناتال، ومستعمرة نهر الأورانج، وترانسفال، لتشكل اتحاد جنوب إفريقيا وتجعل العاهل رأس الدولة. أضحى الملك جورج السادس أول عاهل حاكم يزور جنوب إفريقيا في عام 1947. أما خليفته، الملكة إليزابيث الثانية، فقد منحها برلمان جنوب إفريقيا أسلوبًا ولقبًا مميزين خاصين بجنوب إفريقيا في عام 1953.
أصبحت جنوب إفريقيا جمهورية، وخرجت من الكومنولث بتاريخ 31 مايو عام 1961. ثم عادت لتنضم إليه بوصفها جمهورية بتاريخ 1 يونيو عام 1994، وذلك عقب نهاية نظام الفصل العنصري (الأبارتايد).

## الأصل
أعادت بريطانيا ضم جمهورية جنوب إفريقيا ودولة أورانج الحرة عقب الحرب الإنجليزية البويرية (1899 - 1902)، وهما جمهوريتان بويريتان تمتعتا بالاستقلال حتى ذلك الحين. وقد أعيد تسمية هذين الإقليمين تحت اسمي مستعمرة ترانسفال ومستعمرة نهر الأورانج على التوالي، وألحقتا بالأراضي البريطانية في جنوب إفريقيا، وهي مستعمرة كيب ومستعمرة ناتال. تمثلت سياسة الحكومة البريطانية في تشجيع هذه المستعمرات الأربع على الدخول في اتحاد أكثر تقاربًا. وبات هذا الطموح مشتركًا لدى عدد متزايد من السكان الأفريقانيين بعد منح الحكم الذاتي لكل من مستعمرة ترانسفال ومستعمرة نهر الأورانج في عام 1907.
أفضت هذه القوى السياسية إلى انعقاد المؤتمر الوطني لعام 1908، الذي اجتمع بتاريخ 12 أكتوبر عام 1908، واستكمل أعماله يوم 11 مايو عام 1909. اعتمد المؤتمر شروطًا ودستورًا لاتحاد حكومي وتشريعي واقتصادي. رفعت هذه المقترحات إلى الحكومة البريطانية، التي أعدت مشروع قانون يحقق هذه الرغبات وفقًا للأصول. وقد أقرت برلمانات المستعمرات الأربعة مشروع القانون في شهر يونيو من عام 1909، وصادق عليها برلمان المملكة المتحدة بتاريخ 20 سبتمبر عام 1909، ليعلن قيام اتحاد جنوب إفريقيا بتاريخ 31 مايو عام 1910.

## تطور الملكية المشتركة
وحد قانون جنوب إفريقيا لسنة 1909 أربع مستعمرات بريطانية، ألا وهي: رأس الرجاء الصالح، وناتال، ومستعمرة نهر الأورانج، وترانسفال، مشكلةً اتحاد جنوب إفريقيا بوصفه دومينيونًا بريطانيًا، وجعلت العاهل رأسًا للدولة.
منح إعلان بلفور لسنة 1926 دول الدومينيون الحق في أن تُعامل على قدم المساواة مع بريطانيا، بدلًا من أن تتبع لها، وهو اتفاق تمخض عنه نظريًا، وجود تاج مشترك عمل في جنوب إفريقيا بصورة مستقلة، وليس تاجًا بريطانيًا موحدًا تتبع له كافة دول الدومينيون تبعيةً ثانويةً. وبالتالي، لم تعد الملكية مؤسسةً بريطانيةً بحتةً، بل أضحت مؤسسةً «مُوطّنةً» منذ ذاك الحين. وجاء قانون وستمنستر لسنة 1931 معززًا سيادة دول الدومينيون المتمتعة بالحكم الذاتي. وألزمها جميعًا بالسعي للتوصل إلى توافق في ما بينها عندما تطرأ تغيرات على الألقاب الملكية وخط الخلافة المشترك. أدى القانون إلى جعل دول الدومينيون دولًا تتمتع بسيادة شبه كاملة بحد ذاتها، وذلك على اعتبار أنه ألغى معظم صلاحيات البرلمان البريطاني في سن التشريعات لدول الدومينيون.
صدر قانون وضع الاتحاد عام 1934 ليؤكد وضع جنوب إفريقيا كدولة ذات سيادة كاملة، وذلك على الرغم من أن اتحاد جنوب إفريقيا لم يكن من بين دول الدومينيون التي كانت بحاجة إلى اعتماد قانون وستمنستر حتى يغدو نافذًا. وقد أعلن اتحاد جنوب إفريقيا «دولةً مستقلةً ذات سيادة»، وتبنى صراحةً قانون وستمنستر ضمن القانون الجنوب إفريقي.

## الدور الثقافي
جرى الاحتفال بعيد ميلاد العاهل في ثاني يوم اثنين من شهر يوليو باعتباره عطلةً رسميةً.

### التاج والتكريمات
في جنوب إفريقيا، كانت الجوائز المخولة والتكريمات تمنح باسم العاهل أو باسمها، وذلك على اعتبار أنهم كانوا يمثلون مصدر الشرف. وقد نال معظمهم هذه الجوائز بناءً على توصية من وزراء جنوب إفريقيين.
وقد ظهرت تصويرات التاج الملكي، أو الأحرف الملكية، أو صورة العاهل، على شتى الميداليات والأوسمة.

### التاج والقوات المسلحة
كانت القيادة العليا للبحرية والقوات المسلحة في اتحاد جنوب إفريقيا منوطة بالعاهل، ومورست هذه الصلاحية من خلال الحاكم العام باعتباره ممثلًا عنه.
ظهرت إشارات للتاج الملكي على شارات مختلف أوسمة الفرق العسكرية، وهو ما يدل على أن الملكية عدت نقطة ارتكاز للسلطة. وفي عام 1957، أزيل التاج من شعارات قوات الدفاع والشرطة أو استعيض عنه برمز أسد الاتحاد المأخوذ من قمة شعار النبالة الخاص بالبلاد، ويعزى ذلك إلى تنامي النزعة الجمهوريانية. وفي عام 1961، أُزيل لقب «ملكي» من أسماء بعض أفواج الجيش الجنوب إفريقي، مثل الفوج الناتالي المسلح بالقربينة.

### الزيارات الملكية
أصبح الأمير ألفريد، دوق ساكس كوبورغ وغوتا، وهو النجل الثاني والطفل الرابع للملكة فيكتوريا، أول فرد من العائلة المالكة يزور جنوب إفريقيا في عام 1860. ولاحقًا، زار كل من دوق ودوقة كورنوال آنذاك (اللذان أصبحا الملك جورج الخامس والملكة ماري في وقت لاحق) جنوب إفريقيا خلال جولة واسعة للإمبراطورية البريطانية في عام 1901. أما نجلهما البكر، إدوارد أمير ويلز (الذي أصبح الملك إدوارد الثامن في وقت لاحق) فقد جاب البلاد في عام 1925.
زار الملك جورج السادس، وزوجته الملكة إليزابيث، وابنتيهما الأميرة إليزابيث والأميرة مارغريت، البلاد في عام 1947، وجاء ذلك خلال جولة دامت ثلاثة أشهر في منطقة إفريقيا الجنوبية. وافتتح الملك جورج السادس برفقة الملكة إليزابيث جلسةً جديدةً للبرلمان الجنوب إفريقي في يوم 21 فبراير عام 1947، وهي أول مرة يفتتح فيها عاهل حاكم برلمان إحدى دول الدومينيون. تحدث الملك باللغتين الإنجليزية والأفريقانية في خطابه، وشكر جنوب إفريقيا على دعمها إبان الحرب العالمية الثانية. كذلك احتفلت الأميرة إليزابيث بعيد ميلادها الحادي والعشرين في جنوب إفريقيا، وألقت خطابًا شهيرًا وجهته إلى الإمبراطورية في يوم 21 أبريل، قالت فيه: «أعلن أمامكم جميعًا أن حياتي بأسرها، سواء طالت أم قصرت، ستكون مكرسةً لخدمتكم وخدمة عائلتنا الإمبراطورية العظيمة التي ننتمي إليها جميعًا».
ومع ذلك، فقد توقفت الزيارات الملكية إلى جنوب إفريقيا بسبب سياسة الفصل العنصري (الأبارتايد) التي انتهجتها حكومة جنوب إفريقيا بعد زيارة عام 1947، وذلك على الرغم من أن إليزابيث الثانية بقيت ملكة جنوب إفريقيا حتى عام 1961. وبعد قرابة نصف قرن من الزمن، ذهبت الملكة وزوجها الأمير فيليب دوق إدنبرة، في زيارة رسمية إلى جنوب إفريقيا في عام 1995، دعمًا للمصالحة مع الحكومة الجنوب إفريقية الجديدة، وكان في استضافتهما الرئيس نيلسون مانديلا. عادت الملكة إلى جنوب إفريقيا لحضور الاجتماع السادس عشر لرؤساء حكومات دول الكومنولث المنعقد في مدينة ديربان عام 1999.